# Martyniaceae
Martyniaceae es una familia de plantas con flores con 5 géneros dentro del orden Lamiales.

## Descripción
Se caracterizan por tener pelos mucilaginosos que dan a los tallos y las hojas una sensación pegajosa o húmeda, y frutos con ganchos o cuernos. Algunos miembros del género Proboscidea  se conocen como la "planta del unicornio" o el "clave del diablo" por sus cápsulas, las cuales contienen las semillas, y que presentan cuernos.

## Taxonomía
La familia fue descrita por Paul Fedorowitsch Horaninow y publicado en Characteres Essentiales Familiarum 130. 1847.

## Géneros
- Craniolaria
- Holoregmia
- Ibicella
- Martynia
- Proboscidea